# Italian Night 1999
Italian Night 1999 è un videogioco punta e clicca sviluppato e pubblicato dalla software house italiana Simulmondo nel 1992 per Amiga. Vennero inizialmente pianificate delle versioni per PC, Commodore 64 e Atari ST, che però non furono mai pubblicate.

## Trama e modalità di gioco
Milano, 1999. Victor Erni, noto imprenditore proprietario di una catena di concessionari di auto sportive e di lusso, muore in un incidente stradale di cui non sono chiare le cause. Il giocatore, che nel gioco impersonerà l'investigatore privato dell'agenzia Nemesis, che dovrà indagare sull'accaduto per risolvere il caso, dovrà parlare coi vari personaggi possibilmente coinvolti nella vicenda, esplorando la mappa di gioco e i vari luoghi correlati, dove poter trovare indizi utili al prosieguo dell'avventura. Nel gioco è disponibile un inventario dove collezionare oggetti come armi, denaro, tessere, oppure oggetti utili. Il gioco può essere completato entro un tempo limite di 12 ore.

## Locations
Le vicende sono interamente ambientate in un'Italia futuristica del 1999, precisamente a Milano, infatti, la mappa riporta i nomi di reali luoghi e vie del capoluogo lombardo, come Corso Garibaldi, Piazza del Duomo, Piazza degli Affari, via dell'Unione, nel gioco, sede dell'agenzia investigativa Nemesis, o via Palestro, luogo tristemente ricordato per la strage di via Palestro avvenuta nel 1993.